# Winnie Madikizela-Mandela
Nomzamo Winifred Zanyiwe Madikizela, mais conhecida como Winnie Madikizela-Mandela, ou simplesmente Winnie Mandela (Bizana, 26 de setembro de 1936 — Joanesburgo, 2 de abril de 2018) foi uma ativista e política sul-africana e a segunda esposa de Nelson Mandela. Foi membro do Parlamento de 1994 a 2003, e de 2009 até sua morte, e foi vice-ministra de artes e cultura de 1994 a 1996. Membro do Congresso Nacional Africano (ANC) como membro do Comitê Executivo Nacional do ANC e chefiou a Liga das Mulheres. Winnie era conhecida por seus apoiadores como a "Mãe da Nação".
Ficou mundialmente conhecida como esposa de Nelson Mandela durante o período da prisão do líder sul-africano. Com a libertação deste, escândalos de seu envolvimento em crimes e de infidelidade causaram a separação do casal e uma consequente perda de prestígio.

## Biografia
Seu nome original em xossa era Nomzamo (aquela que tenta), havendo nascido na pequena aldeia de Mbongueni, em Bizana, na província de Cabo Oriental (à época o bantustão de Transquei). Quarta de oito filhos de Columbus, ministro de Florestas e Agricultura do governo do bantustão natal, e da professora Nomathamsanqa Mzaidume (de nome ocidental Gertrude), que morreu quando Winnie tinha oito anos. Fez os estudos elementares em Bizana e, dali, ingressou na Shawbury High School. Em 1953 mudou-se para Joanesburgo onde foi admitida na Jan Hofmeyr School of Social Work, onde formou-se dois anos depois, ocasião em que recusa uma bolsa nos EUA, optando por trabalhar num hospital para negros da capital.
Durante seu trabalho realizou uma pesquisa de mortalidade infantil no subúrbio de Alexandra, o que a levou a interessar-se pela política, envolvendo-se com o Congresso Nacional Africano; ali, em 1957, conhece Nelson Mandela, que então respondia ao Julgamento por Traição, e se casam a 19 de junho de 1958, passando ambos a morar no subúrbio pobre de Soweto. Teve suas filhas Zenani (1959) e Zinzi (1960) e, em 1961, Mandela é absolvido. Contudo, sua atividade política o leva a sucessivas prisões, sendo que a última delas, passada a maior parte do tempo na Ilha de Robben, durou vinte e seis anos; ali ela podia visitá-lo, mas sem maiores contatos.
Winnie sofreria as ações persecutórias do regime racista do Apartheid, a partir de 1962: ordens judiciais de restrição que a impediam de trabalhar e de lutar em causas sociais e a mantinham restrita ao distrito de Orlando, em Soweto. Tudo isso a levou a trabalhar clandestinamente no CNA. Após enviar as duas filhas para um internato na Suazilândia, visando privá-las das perseguições que seus pais sofriam, foi detida em 1969 sob auspícios da Lei Anti-terrorismo, passando dezessete meses na cadeia e, a partir de 1970, em prisão domiciliar - período em que sofreu vários processos.
Em 1976, durante as revoltas juvenis, criou a Federação das Mulheres Negras e a Associação dos Pais Negros, ambas afiliadas ao Movimento da Consciência Negra - organização que rejeitava todos os valores brancos e adotava uma visão positiva da cultura negra; este envolvimento levou-a a nova prisão, em 1977, e seu banimento para o Estado Livre de Orange. Retornando em 1986, sua oposição ao regime passou a incluir métodos de castigo aos dissidentes, como uso do "colar bárbaro", que consistia em colocar um pneu ao pescoço da vítima e, com gasolina, atear fogo. Criou, ainda, uma milícia particular, travestida de equipe de futebol (o Mandela United Football Club), o que aumentou seu distanciamento dos demais militantes anti-apartheid, em 1988.
Quando da libertação de Mandela, em 11 de fevereiro de 1990, Winnie ainda apareceu ao seu lado, como a "mama" da luta contra o regime - mas dois anos depois se divorciaram. Após isto ela transformou sua casa em Orlando num museu, e adotou o sobrenome de Madikizela-Mandela. Desde 1991 sua vida enfrentou diversas polêmicas, sendo então banida do CNA e outras instituições, quando foi acusada da morte de um jovem militante, que suspeitava ser informante da polícia. Condenada no ano seguinte, teve a prisão comutada em multa; apesar disto, em 1993 retornou ao cenário político, sendo eleita presidenta da Liga das Mulheres do CNA, cargo que ocupou até 2003. Durante o governo do ex-marido Winnie ocupou o cargo de Ministra das Artes, Cultura, Ciência e Tecnologia (1994), mas foi demitida sob alegação de malversação financeira, em 1994.
Em 2001 foi acusada de dezenas de crimes, sendo considerada culpada por 43 acusações de fraude e 25 de roubo, condenada a cinco anos de prisão; recorrendo, em 2004 foi absolvida das acusações de roubo, mas não das de fraude, e teve suspensa a pena de três anos e seis meses de cadeia. Em 2003 renunciara à presidência da Liga das Mulheres, mas foi eleita para o Comitê Executivo Nacional do CNA, na sua 52ª Conferência (2009).
Faleceu em 2 de abril de 2018, após doença prolongada.

## Música
Em 1985 o cantor e compositor brasileiro Milton Nascimento, em parceria com Marco Antônio Guimarães, compôs a música Lágrima do Sul dedicada a Winnie. A música integrou o disco Encontros e Despedidas.